# إيمانويل يانسن
إيمانويل يانسن (بالفرنسية: Emmanuel Janssen)‏ كان رجل أعمال بلجيكي ولد في عام 1879 وتوفي في عام 1955. يشتهر بأنه مؤسس شركة الاتحاد الكيميائي البلجيكي أو يو سي بي في بروكسل في عام 1928. تعد شركة يو سي بي أول شركة تنتج الأمونيا بالتقطير من الفحم.